# Jorge Venegas
Jorge Enrique Venegas (Santiago de Chile, 29 de agosto de 1948), médico uruguayo. Se desempeñó como Ministro de Salud Pública en el periodo 2011-2013.

## Biografía
Nacido en Chile. Egresado de la Universidad de la República como Doctor en Medicina, se especializó en cirugía, epidemiología y salud pública. También realizó estudios en la Escuela Superior de Medicina (IPN) del Instituto Politécnico Nacional. Desde 1998 es docente universitario de Epidemiología; anteriormente ejerció además como docente adjunto de Metodología Científica.
Desde febrero de 2008 actuó como miembro alterno de la Junta Nacional de Salud (JUNASA) en el marco de la implementación del Sistema Nacional Integrado de Salud (SNIS), en representación de los trabajadores, PIT-CNT.
Su filiación política es el Partido Comunista del Uruguay.
En marzo de 2010 asumió la subsecretaría de Salud Pública, acompañando al ministro Daniel Olesker. En julio de 2011 ocupó la titularidad de la cartera.
En enero de 2013 surgió una polémica a nivel político, porque se sostiene que Venegas no tiene la ciudadanía legal uruguaya. Se investiga cuál es exactamente la situación del ministro como ciudadano; incluso, el constitucionalista José Korzeniak emitió una opinión al respecto. Varios constitucionalistas de diversas corrientes ideológicas coinciden en que de acuerdo a lo establecido en la Constitución de la República, Jorge Venegas no podría ejercer el cargo de Ministro ni ser electo sino hasta el año 2014.
Fue sustituido por la médica Susana Muñiz. Antes de ser relevado, y en medio de un conflicto en donde los trabajadores de la enseñanza pública reclamaban aumento salarial, se generó un nuevo escándalo cuando se hizo público que había solicitado un subsidio de $100 000 por mes, durante un año, que le fue efectivamente otorgado el jueves 27 de julio del 2013.

## Familia
Venegas está casado con la médica intensivista pediatra Marie Borde, con quien tiene dos hijos, Marcela y Mauricio.